# قطعنامه ۵۲۳ شورای امنیت
قطعنامه ۵۲۳ شورای امنیت سازمان ملل متحد که در تاریخ ۱۸ اکتبر ۱۹۸۲ تصویب شد، سندی بین‌المللی دربارهٔ اسرائیل-لبنان است. این قطعنامه طی نشست ۲۴۰۰ام با ۱۳ موافق، ۰ مخالف و ۲ ممتنع تصویب شد.